# Pio Paschini
Pio Paschini (ur. w 2 marca 1878 w Tolmezzo, zm. 14 grudnia 1962 w Rzymie) – włoski duchowny rzymskokatolicki, profesor historii Kościoła, rektor Ateneum Papieskiego Seminarium Rzymskiego i przewodniczący Papieskiego Komitetu Nauk Historycznych, biskup tytularny.

## Biografia
Studiował w Wyższym Seminarium Duchownym w Treviso, w seminarium arcybiskupim w Udine, a następnie został skierowany na studia na Papieskim Uniwersytecie Gregoriańskim w Rzymie. 8 września 1900 otrzymał święcenia prezbiteriatu, po czym powrócił do Udine, gdzie objął posadę wykładowcy historii Kościoła i prawa kanonicznego na tamtejszym seminarium duchownym. W tym okresie zyskał reputację historyka badaniami nad historią początków Patriarchatu Akwilei. Był wówczas oskarżany o modernizm, jednak oskarżenia nie spowodowały żadnych konsekwencji.
W 1913 wyjechał do Rzymu, gdzie otrzymał posadę profesora historii Kościoła na Ateneum Papieskiego Seminarium Rzymskiego (późniejszy Papieski Uniwersytet Laterański), z którym związany był do końca życia. W 1930 został kanonikiem bazyliki św. Jana na Lateranie. W 1932 mianowany rektorem Ateneum Papieskiego Seminarium Rzymskiego, którą to funkcję pełnił do 1957. Ponadto był członkiem Papieskiej Komisji Archeologii Sakralnej i konsultantem Świętej Kongregacji Seminariów i Uniwersytetów. Pracował także w instytucjach świeckich jako profesor historii na Uniwersytecie Rzymskim „La Sapienza” oraz w Państwowym Instytucie Romanistyki.
Przewodniczył pracom nad wydawaną w latach 1948 - 1954 Enciclopedia cattolica, dla której również pisał artykuły. W latach 1954–1962 był przewodniczącym Papieskiego Komitetu Nauk Historycznych.
20 sierpnia 1962 papież Jan XXIII odwołał ks. Paschiniego z ostatniej pełnionej przez niego funkcji przewodniczącego Papieskiego Komitetu Nauk Historycznych, jednocześnie tego samego dnia nadając mu biskupstwo tytularne Eudoxias. 7 października 1962 przyjął sakrę biskupią z rąk prefekta Świętej Kongregacji ds. Dyscypliny Sakramentów kard. Benedetto Aloisiego Maselli. Współkonsekratorami byli emerytowany arcybiskup izmirski Edoardo Tonna oraz emerytowany nuncjusz apostolski abp Giuseppe Burzio.
Nieco ponad dwa miesiące później, 14 grudnia 1962, bp Paschini zmarł. W testamencie zapisał swoją bibliotekę i prywatne archiwum seminarium duchownemu w Udine.

## Praca naukowa
Ks. Pio Paschini początkowo zajmował się historią kościołów lokalnych, głównie Patriarchatu Akwilei. Po przeprowadźcie do Rzymu, gdy uzyskał dostęp do Tajnego Archiwum Watykańskiego i Biblioteki Watykańskiej, zajmował się biografiami prałatów katolickich, szczególnie, lecz nie tylko, pochodzących z jego ojczystego Friuli. W swoich pracach skupiał się na wydarzeniach historycznych, aspekty religijne pozostawiając w tle. W latach 20. XX w. wydał podręcznik do nauki historii Kościoła w seminariach duchownych. Papieska Akademia Nauk zleciła mu napisanie biografii Galileusza, która jednak została chłodno przyjęta w kręgach kościelnych i opublikowana dopiero w 1964, po śmierci Paschiniego.